# Alya bint Ahmed Al Thani
Cheikha Alya bint Ahmed Al Thani, est une diplomate qatarie qui est actuellement représentante permanente du Qatar auprès des Nations unies.

## Biographie
Son père, Cheikh Ahmed bin Saif Al Thani, est un ancien diplomate, tout comme son oncle. Elle est diplômée d'un  BS en économie de l'Université du Qatar, puis elle obtient une Maîtrise en études internationales et diplomatie de la School of Oriental and African Studies (SOAS), Université de Londres en 2006.

## Carrière
De juin 2004 à mars 2007, Al Thani est la directrice de la division des droits de l'enfant du Conseil suprême des affaires familiales du Qatar. Elle est ensuite conseillère pour les affaires de l'ONU d'avril 2007 à mai 2009, avant de devenir émissaire en juin 2009. Elle est représentante permanente adjointe du Qatar auprès de l'ONU de mai 2010 à juillet 2011,. Le 24 octobre 2013, elle est nommée Représentante permanente du Qatar auprès de l'ONU. Tijjani Muhammad, Président de l'assemblée de l'ONU confie à Sheikha Alya et Karin Enestrom, Représentante permanente pour la Suède, la direction des négociations à propos de la déclaration de commémoration du 75e anniversaire de l’ONU célébré en 2020.
Al Thani prône l'émancipation des femmes comme principal levier pour le développement durable des nations,.
En 2018, elle a collaboré aux consultations intergouvernementales visant à évaluer la restructuration du Conseil économique et social des Nations unies.
En juin 2021, elle a été désignée présidente de la soixante-seizième session de l'Assemblée générale des Nations unies.
En novembre 2021, elle a été choisie par Abdulla Shahid, président de la 76e Assemblée générale des Nations unies, pour coprésider les négociations intergouvernementales concernant la réforme du Conseil de sécurité des Nations unies.
En décembre 2022, l'ambassadeur Al-Thani a siégé aux organes directeurs de diverses organisations internationales axées sur les droits de l'homme, le développement durable et les droits des femmes.
En février 2023, le Qatar a participé pour la première fois à la session inaugurale du Conseil d'administration de l'Entité des Nations Unies pour l'égalité des sexes et l'autonomisation des femmes (ONU Femmes). Son Excellence Cheikha Alya a exprimé la joie du Qatar de devenir membre du Conseil d'administration d'ONU-Femmes. Cette décision a été motivée par l'engagement de l'État et de ses sages dirigeants en faveur de l'autonomisation des femmes et de l'égalité des sexes, comme en témoignent les nombreuses réalisations du Qatar dans ce domaine aux niveaux national, régional et internationale.
En mars 2024, le Qatar, en sa qualité de président de la 44e session du Conseil suprême du Conseil de coopération du Golfe, a coordonné un événement de haut niveau intitulé «Combler l'écart: autonomisation des femmes dans la région du Conseil de coopération du Golfe» aux Nations unies siège à New York, organisée parallèlement à la 68e session de la Commission de la condition de la femme. Son Excellence Cheikha Alya a exprimé la satisfaction du Qatar d'accueillir pour la première fois un événement lors de la session annuelle de la Commission de la condition de la femme qui met en lumière le rôle crucial joué par les femmes du Golfe dans le progrès social et économique de la région du CCG. Elle a réitéré l'engagement des États du CCG à continuer de soutenir le plein potentiel des femmes et des familles en tant qu'agents essentiels du progrès social et économique, soulignant leurs contributions significatives à la réalisation des objectifs de développement durable.
Le 21 novembre 2024, Son Excellence Cheikha Alya a déclaré que le Qatar a exhorté l'Assemblée générale des Nations unies à prendre des mesures immédiates dans son mandat pour arrêter l'agression israélienne à Gaza et en Cisjordanie, et pour aborder la campagne en cours contre l'UNRWA , conformément à la résolution 302 (iv) de 1949,.

## Voir également
- Liste des représentants permanents actuels auprès des Nations unies
- Qatar and the UN, Service de communication du Gouvernement du Qatar